# Kaptajn Sabeltand og grevinden af Gral
Kaptajn Sabeltand og grevinden af Gral (norsk: Kaptein Sabeltann og Grevinnen av Gral) er en norsk animationsfilm for børn fra 2025, der er instrueret af Are Austnes, Yaprak Morali og Rasmus A. Sivertsen. Filmen er baseret på historierne om sørøveren Kaptajn Sabeltand, der omfatter en lang række teaterstykker, bøger, film mv., der er udkommet i Norge siden 1990.

## Handling
Filmen er et sørøvereventyr om de to venner Ravn og Pinky, der gør tjeneste under Kaptajn Sabeltand - en frygtet pirat og kongen af de syv dage. Livet ombord på skibet Den sorte dame tager en uventet drejning, da Sibylle, den lumske grevinde af Gral, stjæler skibets guldforgyldte sabeltandstiger og kidnapper Pinky som en del af sin listige plan om at fange Kaptajn Sabeltand og erobre piraternes hjemland. 
Ravn må så sammen med Kaptajn Sabeltand, en frygtindgydende drage og skibets excentriske kok gøre, hvad de kan for at stoppe grevinden og redde Pinky. Det kræver mod, venskab og rottesuppe at vinde kampen mod fjenden.

## Danske stemmer
- Jens Jørn Spottag
- Carsten Bjørnlund
- Simon Sears
- Caspar Phillipson
- Kasper Leisner

## Modtagelse
Filmmagasinet Ekko gav filmen tre stjerner. Magasinet skrev, at de danske stemmer var gode, men at der ikke var tale om nogen stor børnefilm trods guldglimt hist og pist.